# Theater Sgaramusch
Das Theater Sgaramusch aus Schaffhausen wurde 1982 von Urs Beeler gegründet. Seit 1997 wird es von Nora Vonder Mühll und Stefan Colombo geleitet. Im Jahr 2018 erhielt das Theater Sgaramusch den wichtigsten Schweizer Theaterpreis, den Grand Prix Theater/Hans-Reinhart-Ring.

## Geschichte
Das Theater Sgaramusch, die freie Gruppe aus Schaffhausen, wurde 1982 vom Schauspieler und Theaterpädagogen Urs Beeler und Susanne Meister gegründet. Aus dem Mitspielstück «Dä Spielzügkönig», das 1982 im Trottentheater in Neuhausen am Rheinfall uraufgeführt wurde, ist 1982 das Chindertheater Sgaramusch, der ursprüngliche Name des Theaters, entstanden. Im Jahr 1997 übergab Urs Beeler das Theater Sgaramusch an die Schauspielerin Nora Vonder Mühll. Sie machte die Regieassistenz bei seinem letzten Sgaramusch-Stück «Sir Fred – die Ballade vom Ritter, der sich vor fast nichts fürchtete», das im Juni 1996 auf der Haberhaus-Bühne in Schaffhausen uraufgeführt wurde. Als Nora Vonder Mühll 1997 die Leitung des Theaters Sgaramusch übernahm, engagierte sie den Schauspieler und Dramaturgen Stefan Colombo als Co-Leiter des Theaters.

## Künstlerische Leistung
Die beiden Co-Leiter wollen nicht ein Theater, das der Verniedlichung und Unterhaltung dient. Sie wollen Theater mit lehrreichen Stücken, ohne den pädagogischen Zeigefinger zu heben. In diesem Zusammenhang sei ihr Ansatz, wie sie ihre Stücke erarbeiten, interessant und eigen, stellte Isabelle Chassot, damalige Direktorin des Bundesamts für Kultur, fest und fuhr fort, dass sie in Schulklassen und Kindergärten recherchierten, in Workshops mit Kindern zu einem gewählten Thema improvisierten und auch Anekdoten und Ideen der Kinder aufnähmen. Damit leiste das Theater Sgaramusch Basisarbeit im Bereich kultureller Teilhabe, erklärte Isabelle Chassot. In der Laudatio stellte Gianfranco Helbling anlässlich der Verleihung des Grand Prix Theater/Hans-Reinhart-Rings 2018 fest, dass das Theater Sgaramusch seit 36 Jahren Theater für die neuen, aber eben auch für alle Generationen mache, und hielt fest, dass dessen Aufführungen szenische Illusion ablehnen und in ihrer Einfachheit und mit unterschiedlichsten Ausdrucksmitteln das Spiel des Theaters entlarven würden. Stefan Colombo und Nora Vonder Mühll würden gute Geschichten in Szene setzen, die beim Publikum Fragen aufwärfen. Jeder einzelne müsse für sich selbst die beste Antwort darauf finden. Das setze Vertrauen in das junge Publikum voraus. Dieses sei seit 36 Jahren beim Theater Sgaramusch vorhanden.

## Auszeichnungen
- 2018: Hans-Reinhart-Ring[4]

## Werkverzeichnis (Auswahl)
- 1982: Dä Spielzügkönig
- 1996: Sir Fred – die Ballade vom Ritter, der sich vor fast nichts fürchtete
- 2000: Schneewittli
- 2004: Hänsel und Gretel
- 2006: Queen
- 2008: Die Schwarze Spinne
- 2010: Changing Winds
- 2011: Verbotte!
- 2014: Dingdonggrüezi
- 2016: Diwillidinit
- 2015: Alleidihei
- 2017: Knapp e Familie
- 2018: Liebe üben[5]